# Cicurina pacifica
Cicurina pacifica là một loài nhện trong họ Dictynidae.
Loài này thuộc chi Cicurina. Cicurina pacifica được Ralph Vary Chamberlin & Wilton Ivie miêu tả năm 1940.